# Caulorhiza umbonata
Caulorhiza umbonata är en svampart som först beskrevs av Peck, och fick sitt nu gällande namn av Lennox 1979. Caulorhiza umbonata ingår i släktet Caulorhiza och familjen Tricholomataceae.   Inga underarter finns listade i Catalogue of Life.

## Källor

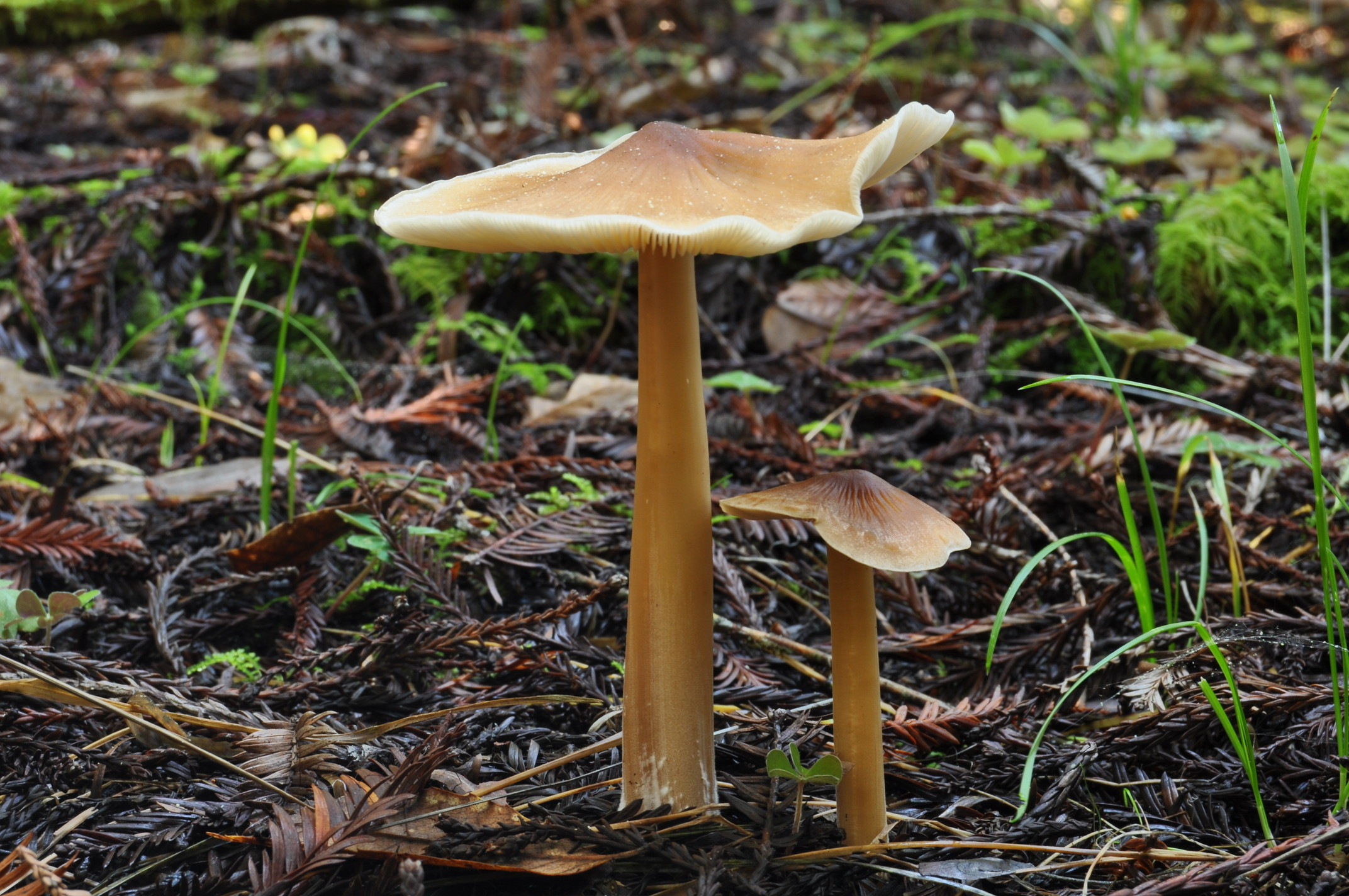